# タイガー・ウッズの成績一覧
タイガー・ウッズの成績一覧（タイガー・ウッズのせいせきいちらん）では、タイガー・ウッズの成し遂げたゴルフにおける戦績、記録、統計について説明する。

## 生涯通算記録および統計
1. 公式PGAツアーで通算82回優勝しており、これはサム・スニード（通算82回）と並ぶ歴代1位タイである。
2. メジャー選手権では15回優勝しており、これはジャック・ニクラウス（18回）に次ぐ歴代2位である。
3. 2000年の平均スコアが未調整で68.17（調整後67.79）で、これはいずれもPGAツアー歴代最少記録[1]。
4. PGAツアー歴代最小の通算平均スコア。
5. PGAツアーにおける歴代選手の中で最も多くの通算収入を獲得（インフレが考慮された後でも）。
6. 通算グランドスラムとして知られる、生涯のうちにメジャー選手権の4つ全てを優勝した5選手（ジーン・サラゼン、ベン・ホーガン、ゲイリー・プレーヤー、ジャック・ニクラウス、そしてウッズ）のうちの1人で、それを最年少の24歳206日で成し遂げている[2]。
7. 2000-01年シーズンに、メジャー選手権の4つで連続優勝するという偉業を成し遂げた唯一の選手であり、この偉業は「タイガースラム」として知られている。
8. PGAツアーの予選連続通過142回は歴代最高記録。この連続記録は1998年に始まり、2003年ツアーチャンピオンシップで114回を樹立（従来の記録バイロン・ネルソンの113回を超える）して、2005年5月13日のEDSバイロン・ネルソン選手権で途絶えるまでにこの記録を142回にまで伸ばした。かなりの差をつけて従来の記録を破ったことや連続記録期間を考慮して、これが史上最も誉れ高いゴルフ戦績の1つだと考える人も多い[3][4][5][6]。
9. PGAツアーでの通算勝率23.0%（348試合中80回）という記録を持つ。
10. 全米アマチュアゴルフ選手権で3連覇した唯一のゴルフ選手である。

### 通算受賞記録
1. PGAプレイヤー・オブ・ザ・イヤー（年間最優秀選手）を11回の最多記録。
2. PGAツアー・プレイヤー・オブ・ザ・イヤーを11回の最多記録。
3. PGAツアー賞金王を10回の最多記録。
4. バードン・トロフィーを9回の最多記録。
5. バイロン・ネルソン賞を9回の最多記録。

### その他の記録
1. 54ホール（3日目）終了時に少なくとも首位タイだった時が55-4で[注釈 1][7] 、単独首位だったのが43-2という記録[8]。
2. 54ホール終了時に複数打リードしながら、最終日に逆転負けしたことが1度だけある。2009年の全米プロゴルフ選手権の最終ラウンドで、ウッズと2打ビハインドで始まった梁容銀が、最終的に3打差をつけて彼を打ち負かした。
3. 36ホール終了時に首位の時は38-11という記録があり、うちメジャー大会では8-3の記録である[7]。
4. 初日から最終日まで首位陥落しないままの優勝を13大会で果たしており、うち7度は各ラウンド終了時に単独首位だった。具体的には、2000年全米オープン、2000年全米プロゴルフ選手権（初日と4日目では首位タイ）、2000年NECインビテーショナル、2002年Bay Hillインビテーショナル（初日では首位タイ）、2002年全米オープン、2002年アメリカン・エキスプレス選手権、2003年ウェスタン・オープン、2005年全英オープン、2005年NECインビテーショナル（初日・2日目・3日目は首位タイ）、2006年ドラールでのフォード選手権（2日目では首位タイ）、2006年アメリカン・エキスプレス選手権、2013年キャデラック選手権（初日は首位タイ）、2018年ツアーチャンピオンシップ（初日と2日目では首位タイ）。
5. PGAツアーで24回のタイトル防衛（同一大会の連続優勝）に成功し、29回の準優勝、19回の3位を獲得している。
6. 世界ランキング1位を連続保持した最長記録「281週（2005年6月12日-2010年10月30日）」を持っており、通算での1位最長保持記録「683週」も持っている[9]。
7. PGAツアーで18ホール終えてパー以上という結果の連続最多記録「52ラウンド」を持っている。これは2000年GTEバイロン・ネルソン・クラシックの第2ラウンド（2日目）より始まって、2001年フェニックス・オープンの第2ラウンドにて終わった。非PGAツアーまで含めると、その連続記録は66ラウンドになる[10]。
8. 2005年全英オープンの優勝で、4大メジャー全てを複数回獲得した史上2人目のゴルファー（先人はジャック・ニクラウス）となった。さらに勝利を重ねて2008年全米オープンの優勝により、各メジャーで3回以上優勝というジャック・ニクラウスと肩を並べた。
9. マスターズにおける最少スコア「72ホールで270」のタイ記録（もう1人はジョーダン・スピース）を持っており、マスターズと全米オープンでは2位との打数差を最も引き離した優勝の記録も持っている（1997年マスターズで12打差優勝、2000年全米オープンで15打差優勝）。
10. 2006年アメリカン・エキスプレス選手権の優勝で、3シーズンのうちに8回優勝するというPGAツアー史上初の選手になった。
11. 2007年1月ビュイック・インビテーショナルでの優勝で、PGAツアー7連勝という史上2位の記録を持っている（バイロン・ネルソンが1945年に打ち立てた11連勝に次ぐ）。
12. 2009年BMW選手権で、優勝5回以上のPGAツアー大会が5つある最初のゴルファーになった。優勝5回の達成順に、CA選手権、ブリヂストン・インビテーショナル、ビュイック・インビテーショナル、アーノルド・パーマー・インビテーショナル、BMW選手権。
13. 2008年全米オープンの優勝により、全米オープンで3回以上優勝した6番目の選手、同一コースでのPGAツアー大会で7回優勝した最初の選手、そして同一シーズン中に同一コースの2大会で優勝した最初の選手となった。
14. 生涯で計20回のホールインワンを達成しており、その最初は6歳の時だった。うち3回がPGAツアー競技会で、1996年のグレーター・ミルウォーキー・オープン、1997年のフェニックス・オープン、そして1998年のスプリント・インターナショナル[11]。
15. 連続で4大メジャー全てに優勝した（2000年全米オープンから2001年マスターズまで）唯一のプロゴルファーである。
16. 2019年マスターズではビハインドからのメジャー優勝を成し遂げた。
17. ハワイのカパルアリゾート・プランテーションコースで行われた2002年のメルセデス選手権で、ウッズは18番ホール（パー5）で飛距離498ヤードを打った。その一打は、PGAツアーのデータ収集情報システムShotLinkにて記録されたPGAツアー史上最長の飛距離である[12]。

## メジャー選手権

### 優勝 (15)
| 年   | 大会                              | 54ホール時  | スコア                | 打差        | 準優勝                                                           |
| ---- | --------------------------------- | ----------- | --------------------- | ----------- | ---------------------------------------------------------------- |
| 1997 | マスターズ・トーナメント          | 9リード     | -18 (70-66-65-69=270) | 12打差      | トム・カイト                                                     |
| 1999 | 全米プロゴルフ選手権（PGA選手権） | タイ        | -11 (70-67-68-72=277) | 1打差       | セルヒオ・ガルシア                                               |
| 2000 | 全米オープン                      | 10リード    | -12 (65-69-71-67=272) | 15打差      | アーニー・エルス ミゲル・アンヘル・ヒメネス                      |
| 2000 | 全英オープン（ジ・オープン）      | 6リード     | -19 (67-66-67-69=269) | 8打差       | トーマス・ビヨン アーニー・エルス                                |
| 2000 | PGA選手権 (2)                     | 1リード     | -18 (66-67-70-67=270) | プレーオフ1 | ボブ・メイ                                                       |
| 2001 | マスターズ・トーナメント (2)      | 1リード     | -16 (70-66-68-68=272) | 2打差       | デビッド・デュバル                                               |
| 2002 | マスターズ・トーナメント (3)      | タイ        | -12 (70-69-66-71=276) | 3打差       | レティーフ・グーセン                                             |
| 2002 | 全米オープン (2)                  | 4リード     | -3 (67-68-70-72=277)  | 3打差       | フィル・ミケルソン                                               |
| 2005 | マスターズ・トーナメント (4)      | 3リード     | -12 (74-66-65-71=276) | プレーオフ2 | クリス・ディマルコ                                               |
| 2005 | 全英オープン(2)                   | 2リード     | -14 (66-67-71-70=274) | 5打差       | コリン・モンゴメリー                                             |
| 2006 | 全英オープン(3)                   | 1リード     | -18 (67-65-71-67=270) | 2打差       | クリス・ディマルコ                                               |
| 2006 | PGA選手権 (3)                     | タイ        | -18 (69-68-65-68=270) | 5打差       | ショウン・ミチール                                               |
| 2007 | PGA選手権 (4)                     | 3リード     | -8 (71-63-69-69=272)  | 2打差       | ウッディー・オースティン                                         |
| 2008 | 全米オープン (3)                  | 1リード     | -1 (72-68-70-73=283)  | プレーオフ3 | ロッコ・ミーディエート                                           |
| 2019 | マスターズ・トーナメント (5)      | 2ビハインド | -13 (70-68-67-70=275) | 1打差       | ダスティン・ジョンソン ザンダー・シャウフェレ ブルックス・ケプカ |

1総合3ホールのプレーオフで、1打差によりボブ・メイを破った。ウッズ:3-4-5=12,メイ:4-4-5=13

2サドンデス方式のプレーオフで、ディマルコを破った。ウッズ:3,ディマルコ:4

318ホールのプレーオフがパー71で同点だった後、最初のサドンデスホールでパーとなりミーディエートを破った。

### 記録と豆知識
- 2019年マスターズでの優勝を除き、メジャー大会優勝の全てにおいて彼は第3ラウンド終了時に単独首位または首位タイだった。また彼は第2ラウンド終了時に首位または首位タイだったことが11回あり、うち敗れたのは3回だけである。
- 4大メジャーの1つ（マスターズ）において、72ホールでの最少スコア「270」というタイ記録を持っている[注釈 2]。
- 2005年と2006年に、連続して複数のメジャー優勝を成し遂げた唯一の選手である。
- 1年で複数のメジャーに優勝した経験が4回あり、これはジャック・ニクラウスの5回に次ぐ記録である[13]。
- ウッズ、ニクラウス、ジョーダン・スピース、リッキー・ファウラーは、1年で4大メジャー全てにトップ5入りを果たした数少ない選手達である。ウッズとニクラウスはこれを2度成し遂げている（ウッズが2000年と2005年、ニクラウスが1971年と1973年、ファウラーは2014年、スピースは2015年）。
- 30歳までにメジャー大会で10勝を挙げたゴルファーはウッズとボビー・ジョーンズだけである。ジョーンズは21回出場でメジャー優勝13回（勝率62％）に対し、ウッズは44回出場で優勝10回（勝率23％）である[14]。
- 暦どおりの1年間（その年の1月-12月）のうちにメジャー大会3つに優勝するという偉業を成し遂げたのは、ウッズ（2000年に全米オープン、全英オープン、PGA選手権）とベン・ホーガン（1953年にマスターズ、全米オープン、全英オープン）だけである。
- キャリア・グランドスラムを3回獲得した史上2人目の選手（先人はニクラウス）である。2005年全英オープンにて4大メジャー各大会に2勝を挙げる「ダブル・グランドスラム」を達成し、これはニクラスの31歳7か月よりも若い「29歳6か月」で成し遂げた。2008年全米オープンにて4大メジャー各大会に3勝を挙げる「トリプル・グランドスラム」を達成。これも先人ニクラスの38歳を大幅に更新する「32歳6ヶ月」で成し遂げた。
- また彼は4大メジャーを連続で獲得した（これは「タイガースラム」と呼ばれる）唯一のプロゴルファーである。
- 最後に、ジャック・ニクラウスが出場した2005年マスターズ、2000年全米オープン、2005年全英オープン、2000年PGA選手権、の全てでウッズが優勝している。

#### マスターズ
- 通算5勝（1997年・2001年・2002年・2005年・2019年）
- 1997年に出した18アンダー（4ラウンドで270打）の最少スコアは、歴代タイ記録（2015年にジョーダン・スピースが並ぶ）である。
- 1997年に出した12打差優勝は、2位との差を最も引き離した記録である。
- 1997年に出した21歳104日での優勝は、歴代最年少記録。また2019年の優勝は43歳で、これは歴代2位の高齢優勝。
- マスターズや他の50歳以下メジャー大会で、彼は初めて非白人で優勝した選手。同様の偉業はフィジーのビジェイ・シンと韓国の梁容銀だけが成し遂げている。先祖まで全くの非ヨーロッパ人である唯一のメジャー優勝は、2005年全米オープンを制覇したマイケル・キャンベルで、彼はニュージーランド出身のマオリ人である。
- 1997年、彼は初日の前半9ホールを40で終えた後、残る63ホールを22アンダーで回った。
- 彼は1度もスリーパットすることなく72ホールを回った。

#### 全米オープン
- 通算3勝（2000年・2002年・2008年）
- 2000年に出した15打差優勝は、72ホールの全米オープンで2位との差を最も引き離した記録である[注釈 3]。
- また2000年に、全米オープンを2桁アンダーで終えた最初の選手になった[注釈 4]。
- 以下の全米オープンでは、ウッズただ1人だけがアンダーパーで終えている。
  - 2000年ペブルビーチ・ゴルフリンクスでの、12アンダー
  - 2002年ベスページ・ブラックコースでの、3アンダー
- 2008年の優勝で、4大メジャーの各大会で3勝以上という「トリプル・グランドスラム」を、先人ニクラウスに続いて達成した。

#### 全英オープン
- 通算3勝（2000年・2005年・2006年）
- 2000年の8打差優勝は、1900年以降の全英オープンで2位との差を最も引き離したタイ記録である。
- 5人目のキャリア・グランドスラム達成選手であるが、ニクラウスの記録（1966年全英オープンで26歳と6か月）を破って、史上最年少（24歳と206日）でキャリア・グランドスラムを達成した。
- キャリア・グランドスラム達成までに93大会は、史上最速の記録である（次がニクラウスの125試合）。
- 2005年と2006年の2年連続優勝は、1982年と83年のトム・ワトソン以来の記録。
- 同じ年に全米オープンと全英オープンで優勝したのも、1982年のトム・ワトソン以来の記録。

#### PGA選手権
- 通算4勝（1999年・2000年・2006年・2007年）
- 2006年の優勝で、4大メジャー全てで少なくとも5打差以上の差をつけて優勝した唯一のゴルファーになった。
- ストロークプレイ時代（1958年以降）における2年連続優勝は彼が史上初で、2019年にブルックス・ケプカがこの偉業で並んだ。
- ただし、ウッズは1999-2000年と2006-2007年で二度にわたる2年連続優勝を成し遂げており、これは彼だけの記録である。
- 1999年と2006年の優勝で、彼は同一コース（メディナ・カントリークラブ）でPGA選手権を2度制覇した唯一の選手となった。
- 2007年の第2ラウンドを回った63は、メジャー大会史上2番目となる最少スコア記録である。
- 1999-2000 年および2006-2007年で、PGA選手権を2度にわたり連覇した唯一の選手。

### 年度別戦績
| 大会         | 1995   | 1996   | 1997 | 1998 | 1999 | 2000 | 2001 | 2002 | 2003 | 2004 | 2005 | 2006 | 2007 | 2008 | 2009 | 2010 |  |
| ------------ | ------ | ------ | ---- | ---- | ---- | ---- | ---- | ---- | ---- | ---- | ---- | ---- | ---- | ---- | ---- | ---- |  |
| マスターズ   | T41 LA | CUT    | 1    | T8   | T18  | 5    | 1    | 1    | T15  | T22  | 1    | T3   | T2   | 2    | T6   | T4   |  |
| PGA選手権    |        |        | T29  | T10  | 1    | 1    | T29  | 2    | T39  | T24  | T4   | 1    | 1    |      | 2    | T28  |  |
| 全米オープン | WD     | T82    | T19  | T18  | T3   | 1    | T12  | 1    | T20  | T17  | 2    | CUT  | T2   | 1    | T6   | T4   |  |
| 全英オープン | T68    | T22 LA | T24  | 3    | T7   | 1    | T25  | T28  | T4   | T9   | 1    | 1    | T12  |      | CUT  | T23  |  |

| 大会         | 2011 | 2012 | 2013 | 2014 | 2015 | 2016 | 2017 | 2018 | 2019 |  |
| ------------ | ---- | ---- | ---- | ---- | ---- | ---- | ---- | ---- | ---- |  |
| マスターズ   | T4   | T40  | T4   |      | T17  |      |      | T32  | 1    |  |
| PGA選手権    | CUT  | T11  | T40  | CUT  | CUT  |      |      | 2    | CUT  |  |
| 全米オープン |      | T21  | T32  |      | CUT  |      |      | CUT  | T21  |  |
| 全英オープン |      | T3   | T6   | 69   | CUT  |      |      | T6   | CUT  |  |

LA = アマチュア選手の中で最上位

CUT= 2日目で中途敗退（3日目以降の本選カット）

WD = 辞退

T = 順位タイ

#### 概要
- 出場-84回
- 優勝-通算15回（歴代2位）
- 準優勝-通算7回
- トップ3入賞-26回
- トップ5以内終了-33回
- トップ10以内終了-41回
- トップ25以内終了-59回
- 本選3日目以降に進出-72回
- 2日目で中途敗退-11回
- 出場辞退-1回
- 連続優勝記録-4連続（歴代1位）
- トップ5以内連続記録-6連続
- トップ10以内連続記録-8連続
- トップ25以内連続記録-15連続

## プレーヤーズ選手権

### 優勝 (2)
| 年   | 大会               | 54ホール時点 | 優勝スコア            | 打差 | 準優勝                                                         |
| ---- | ------------------ | ------------ | --------------------- | ---- | -------------------------------------------------------------- |
| 2001 | プレーヤーズ選手権 | 2ビハインド  | -14 (72-69-66-67=274) | 1 打 | ビジェイ・シン                                                 |
| 2013 | プレーヤーズ選手権 | 首位タイ     | -13 (67-67-71-70=275) | 2打  | ダビド・リングメルト, ジェフ・マガート, ケビン・ストリールマン |

### 年度別戦績
| 大会               | 1997 | 1998 | 1999 | 2000 | 2001 | 2002 | 2003 | 2004 | 2005 | 2006 | 2007 | 2008 | 2009 |
| ------------------ | ---- | ---- | ---- | ---- | ---- | ---- | ---- | ---- | ---- | ---- | ---- | ---- | ---- |
| プレーヤーズ選手権 | T31  | T35  | T10  | 2    | 1    | T14  | T11  | T16  | T53  | T22  | T37  |      | 8    |

| 大会               | 2010 | 2011 | 2012 | 2013 | 2014 | 2015 | 2016 | 2017 | 2018 | 2019 |
| ------------------ | ---- | ---- | ---- | ---- | ---- | ---- | ---- | ---- | ---- | ---- |
| プレーヤーズ選手権 | WD   | WD   | T40  | 1    |      | T69  |      |      | T11  | T30  |

WD= 辞退

T = 順位タイ

## 世界ゴルフ選手権

### 優勝 (18)
| 年   | 大会名                                | 54ホール時  | 優勝スコア            | 打差         | 準優勝                                                     |
| ---- | ------------------------------------- | ----------- | --------------------- | ------------ | ---------------------------------------------------------- |
| 1999 | NECインビテーショナル                 | 5リード     | -10 (66-71-62-71=270) | 1打          | フィル・ミケルソン                                         |
| 1999 | アメリカン・エキスプレス選手権        | 1ビハインド | -6 (71-69-70-68=278)  | プレーオフ1  | ミゲル・アンヘル・ヒメネス                                 |
| 2000 | NECインビテーショナル(2)              | 9リード     | -21 (64-61-67-67=259) | 11打         | ジャスティン・レナード, フィリップ・プライス               |
| 2001 | NECインビテーショナル(3)              | 2ビハインド | -12 (66-67-66-69=268) | プレーオフ 2 | ジム・フューリク                                           |
| 2002 | アメリカン・エキスプレス選手権(2)     | 5リード     | -25 (65-65-67-66=263) | 1打          | レティーフ・グーセン                                       |
| 2003 | アクセンチュア・マッチプレー選手権    | n/a         | 2 & 1                 | n/a          | デビッド・トムズ                                           |
| 2003 | アメリカン・エキスプレス選手権(3)     | 2リード     | -6 (67-66-69-72=274)  | 2打          | スチュアート・アップルビー, ティム・ヘロン, ビジェイ・シン |
| 2004 | アクセンチュア・マッチプレー選手権(2) | n/a         | 3 & 2                 | n/a          | デービス・ラブ3世                                          |
| 2005 | NECインビテーショナル(4)              | 首位タイ    | -6 (66-70-67-71=274)  | 1打          | クリス・ディマルコ                                         |
| 2005 | アメリカン・エキスプレス選手権(4)     | 2ビハインド | -10 (67-68-68-67=270) | プレーオフ3  | ジョン・デーリー                                           |
| 2006 | ブリヂストン・インビテーショナル (5)  | 1ビハインド | -10 (67-64-71-68=270) | プレーオフ4  | スチュワート・シンク                                       |
| 2006 | アメリカン・エキスプレス選手権(5)     | 6リード     | -23 (63-64-67-67=261) | 8打          | イアン・ポールター, アダム・スコット                       |
| 2007 | CA選手権 (6)                          | 4リード     | -10 (71-66-68-73=278) | 2打          | ブレット・ウェットリッチ                                   |
| 2007 | ブリヂストン・インビテーショナル(6)   | 1ビハインド | -8 (68-70-69-65=272)  | 8打          | ジャスティン・ローズ, ロリー・サバティーニ                 |
| 2008 | アクセンチュア・マッチプレー選手権(3) | n/a         | 8 & 7                 | n/a          | スチュワート・シンク                                       |
| 2009 | ブリヂストン・インビテーショナル(7)   | 3ビハインド | -12 (68-70-65-65=268) | 4打          | ロバート・アレンビー, パドレイグ・ハリントン               |
| 2013 | キャデラック選手権 (7)                | 4リード     | -19 (66-65-67-71=269) | 2打          | スティーブ・ストリッカー                                   |
| 2013 | ブリヂストン・インビテーショナル(8)   | 7リード     | -15 (66-61-68-70=265) | 7打          | キーガン・ブラッドリー, ヘンリク・ステンソン               |

1 サドンデス方式のプレーオフ、最初のホールで勝利

2 サドンデス方式のプレーオフ、7番目のホールで勝利

3 サドンデス方式のプレーオフ、2番目のホールで勝利

4 サドンデス方式のプレーオフ、4番目のホールで勝利

### 記録
- 1999年から2009年までは、毎年少なくとも1つは世界ゴルフ選手権の大会で優勝。
- 世界ゴルフ選手権における史上最高優勝者（勝率39.1％）。
- 世界ゴルフ選手権における史上最高賞金獲得者。
- 2000年のワールドカップではデビッド・デュバルと共にアメリカ代表として優勝し、合計19の世界ゴルフ選手権のタイトルを獲得している（当時はワールドカップも世界ゴルフ選手権シリーズに編入されていた。現在は除外されている）。
- 2009年以前の3大会全てのタイトル（2009年に世界ゴルフ選手権に昇格したHSBCチャンピオンズは除外）を獲得した唯一の選手。

デルテクノロジーズ・マッチプレー（上図表の水色）
- 2006年にステファン・エイムズと対戦した第1ラウンドで、9＆8の最も偏った勝利（18ホールマッチ）の記録を樹立した。（10＆8というさらに差の大きい勝利があるが、これはマッチルールが異なる）
- また2008年にスチュワート・シンクと対戦した際は、36ホールマッチの決勝戦における8＆7という最大差をつけた優勝記録を樹立した。

メキシコ選手権（上図表のピンク色）
- ザ・グローブで、最初の18ホール63打というコース最少記録
- 36ホールの最少スコア-127打
- 36ホールの最大リード-5打差
- 54ホールの最少スコア-194打
- 54ホールの最大リード-6打差
- 72ホールの最少スコア-261打
- 最大差での優勝-8打差
- 出場するたびトップ10以内で終えた唯一の選手。

注:上述の2006年記録はいずれも、大会名が「アメリカン・エキスプレス選手権」だった時に樹立したもの。
ブリヂストン招待選手権 （上図表のクリーム色）
- 18ホールの最少スコア-61打（2度達成、ホセ・マリア・オラサバルとタイ記録）
- 36ホールの最少スコア-125打
- 54ホールの最少スコア-192打
- 72ホールの最少スコア-259打
- 最大差での優勝-11打差

注:上述の記録はいずれも2000年および2013年（18ホール最少）に樹立したもの。

### 年度別戦績
| 大会               | 1999                                   | 2000                                   | 2001                                   | 2002                                   | 2003                                   | 2004                                   | 2005                                   | 2006                                   | 2007                                   | 2008                                   | 2009 |
| ------------------ | -------------------------------------- | -------------------------------------- | -------------------------------------- | -------------------------------------- | -------------------------------------- | -------------------------------------- | -------------------------------------- | -------------------------------------- | -------------------------------------- | -------------------------------------- | ---- |
| メキシコ選手権     | 1                                      | T5                                     | NT1                                    | 1                                      | 1                                      | 9                                      | 1                                      | 1                                      | 1                                      | 5                                      | T9   |
| デル・マッチプレー | QF                                     | 2                                      |                                        | R64                                    | 1                                      | 1                                      | R32                                    | R16                                    | R16                                    | 1                                      | R32  |
| 招待選手権         | 1                                      | 1                                      | 1                                      | 4                                      | T4                                     | T2                                     | 1                                      | 1                                      | 1                                      |                                        | 1    |
| HSBCチャンピオンズ | 2008以前は世界ゴルフ選手権ではなかった | 2008以前は世界ゴルフ選手権ではなかった | 2008以前は世界ゴルフ選手権ではなかった | 2008以前は世界ゴルフ選手権ではなかった | 2008以前は世界ゴルフ選手権ではなかった | 2008以前は世界ゴルフ選手権ではなかった | 2008以前は世界ゴルフ選手権ではなかった | 2008以前は世界ゴルフ選手権ではなかった | 2008以前は世界ゴルフ選手権ではなかった | 2008以前は世界ゴルフ選手権ではなかった | T6   |

| 大会               | 2010 | 2011 | 2012 | 2013 | 2014 | 2015 | 2016 | 2017 | 2018 | 2019 |
| ------------------ | ---- | ---- | ---- | ---- | ---- | ---- | ---- | ---- | ---- | ---- |
| メキシコ選手権     |      | T10  | WD   | 1    | T25  |      |      |      |      | T10  |
| デル・マッチプレー |      | R64  | R32  | R64  |      |      |      |      |      | QF   |
| 招待選手権         | T78  | T37  | T8   | 1    | WD   |      |      |      | T31  |      |
| HSBCチャンピオンズ | T6   |      |      |      |      |      |      |      |      |      |

QF, R16, R32, R64 = マッチプレーで負けたラウンド

NT 1=アメリカ同時多発テロ事件のため大会中止

WD = 辞退

T= 順位タイ

### 戦績の概要
| 大会               | 出場数 | トップ10内 | 優勝回数 | 獲得賞金($) |
| ------------------ | ------ | ---------- | -------- | ----------- |
| メキシコ選手権     | 15     | 13         | 7        | 9,606,500   |
| デル・マッチプレー | 14     | 8          | 3        | 5,213,500   |
| 招待選手権         | 16     | 12         | 8        | 11,150,375  |
| HSBCチャンピオンズ | 2      | 2          | 0        | 335,714     |
| Totals             | 47     | 35         | 18       | $26,306,089 |

## フェデックス・カップ
年度別フェデックスカップの戦績
| 年   | 順位 | 得点    | 点差    | 賞金額($)  |
| ---- | ---- | ------- | ------- | ---------- |
| 2007 | 1    | 123,033 | +12,578 | 10,000,000 |
| 2008 | 70   | 100,000 | -25,101 | 110,000    |
| 2009 | 1    | 4,000   | +1,080  | 10,000,000 |
| 2010 | 42   | 1,300   | -3,635  | 133,000    |
| 2011 | 132  | 318     | -4,943  | 32,000     |
| 2012 | 3    | 2,663   | -1,437  | 2,000,000  |
| 2013 | 2    | 2,743   | -2,007  | 3,000,000  |
| 2014 | 218  | 45      | n/a     | 0          |
| 2015 | 178  | 215     | n/a     | 0          |
| 2018 | 2    | 2,219   | -41     | 3,000,000  |
| 2019 | 42   | 1,069   | n/a     | 169,000    |
| 合計 |      |         |         | 28,444,000 |

## プロでのPGAツアー成績概要
| 年     | 出場数 | 本選3日目 進出 | 優勝 (メジャー) | 2位 | 3位 | トップ10 | トップ25 | 獲得賞金 ($) | 獲得賞金 ランク | 調整済アベレージ (ランク) |
| ------ | ------ | -------------- | --------------- | --- | --- | -------- | -------- | ------------ | --------------- | ------------------------- |
| 1996   | 8      | 8              | 2               | 0   | 2   | 5        | 7        | 790,594      | 24              | 69.44†                    |
| 1997   | 21     | 20             | 4 (1)           | 1   | 1   | 9        | 14       | 2,066,833    | 1               | 69.10 (2位)               |
| 1998   | 20     | 19*            | 1               | 2   | 2   | 13       | 17       | 1,841,117    | 4               | 69.21 (2位)               |
| 1999   | 21     | 21             | 8 (1)           | 1   | 2   | 16       | 18       | 6,616,585    | 1               | 68.43 (1位)               |
| 2000   | 20     | 20             | 9 (3)           | 4   | 1   | 17       | 20       | 9,188,321    | 1               | 67.79‡ (1位)              |
| 2001   | 19     | 19             | 5 (1)           | 0   | 1   | 9        | 18       | 5,687,777    | 1               | 68.81 (1位)               |
| 2002   | 18     | 18             | 5 (2)           | 2   | 2   | 13       | 16       | 6,912,625    | 1               | 68.56 (1位)               |
| 2003   | 18     | 18             | 5               | 2   | 0   | 12       | 16       | 6,673,413    | 2               | 68.41 (1位)               |
| 2004   | 19     | 19             | 1               | 3   | 3   | 14       | 18       | 5,365,472    | 4               | 69.04 (3位)               |
| 2005   | 21     | 19             | 6 (2)           | 4   | 2   | 13       | 17       | 10,628,024   | 1               | 68.66 (1位)               |
| 2006   | 15     | 14             | 8 (2)           | 1   | 1   | 11       | 13       | 9,941,563    | 1               | 68.11 (1位)               |
| 2007   | 16     | 16             | 7 (1)           | 3   | 0   | 12       | 15       | 10,867,052   | 1               | 67.79‡ (1位)              |
| 2008   | 6      | 6              | 4 (1)           | 1   | 0   | 6        | 6        | 5,775,000    | 2               | 67.65†                    |
| 2009   | 17     | 16             | 6               | 3   | 0   | 14       | 16       | 10,508,163   | 1               | 68.05 (1位)               |
| 2010   | 12     | 11             | 0               | 0   | 0   | 2        | 7        | 1,294,765    | 66              | 70.32†                    |
| 2011   | 9      | 7              | 0               | 0   | 0   | 2        | 3        | 660,238      | 128             | 70.46†                    |
| 2012   | 19     | 17             | 3               | 1   | 2   | 9        | 13       | 6,133,158    | 2               | 68.90 (2位)               |
| 2013   | 16     | 16             | 5               | 1   | 0   | 8        | 10       | 8,553,439    | 1               | 68.98 (2位)               |
| 2014   | 7      | 5              | 0               | 0   | 0   | 0        | 1        | 108,275      | 201             | 71.65†                    |
| 2015   | 11     | 6              | 0               | 0   | 0   | 1        | 3        | 448,598      | 162             | 71.93†                    |
| 2016   | 0      | 0              | 0               | 0   | 0   | 0        | 0        | 0            | n/a             | n/a                       |
| 2017   | 1      | 0              | 0               | 0   | 0   | 0        | 0        | 0            | n/a             | 73.29†                    |
| 2018   | 18     | 16             | 1               | 2   | 0   | 7        | 12       | 5,443,841    | 8               | 69.35 (7位)               |
| 2019   | 12     | 9              | 1 (1)           | 0   | 0   | 4        | 7        | 3,199,615    | 24              | 70.33†                    |
| 2020** | 1      | 1              | 1               | 0   | 0   | 1        | 1        | 1,755,000    | 3               | 65.74 (1位)               |
| 通算** | 345    | 321            | 82 (15)         | 31  | 19  | 198      | 268      | 120,459,468  | 1               |                           |

- 緑色は第1位。黄色はトップ10以内。
- * 1998年のAT＆Tペブルビーチナショナルプロアマで、ウッズは第3ラウンド進出資格を獲得したが、天候不良で辞退することに決めた。公式では、3日目以降進出できずにカウントされる。
- ** 2019年10月28日時点 (2020年シーズン)
- † アベレージ打数の算出に必要な50ラウンドに達しなかったため参考数値。1996年-41ラウンド、以下2008年-26、2010年-45、2011年-27、2014年-21、2015年-32、2017年-2、2019年-42。
- 1992年から1996年まで、ウッズはアマチュアとして14回のPGAツアー大会に参加した。 この期間に彼は本選3日目進出を5回達成し、1996年の全英オープンで彼のアマ最高順位かつアマ唯一のトップ25以内を達成した。 これを含めると、プレーしたPGAツアー大会の総計は359試合、うち3日目進出数が326、そしてトップ25内終了の数は269となる。

## プロでの優勝 (109)

### PGAツアー優勝 (82)
| 勝数                                 |
| メジャー選手権 (15)                  |
| プレーヤーズ選手権（2）              |
| 世界ゴルフ選手権 (18)                |
| フェデックス・カップ・プレーオフ (5) |
| ツアー (42)                          |

| No. | 年月日       | 大会                                                    | 優勝スコア                | 打差       | 準優勝                                                                           |
| --- | ------------ | ------------------------------------------------------- | ------------------------- | ---------- | -------------------------------------------------------------------------------- |
| 1   | 1996年 10/6  | ラスベガス・インビテーショナル                          | －27 (70-63-68-67-64=332) | プレーオフ | デービス・ラブ3世                                                                |
| 2   | 1996年 10/20 | ウォルトディズニーワールド/オールズモバイル・クラシック | －21 (69-63-69-66=267)    | 1打差      | ペイン・スチュワート                                                             |
| 3.  | 1997年 1/12  | メルセデス・チャンピオンシップ                          | －14 (70-67-65=202)       | プレーオフ | トム・レーマン                                                                   |
| 4   | 1997年 4/13  | マスターズ・トーナメント                                | －18 (70-66-65-69=270)    | 12打差     | トム・カイト                                                                     |
| 5   | 1997年 5/18  | GTEバイロン・ネルソン選手権                             | －17 (64-64-67-68=263)    | 2打差      | リー・リンカー                                                                   |
| 6   | 1997年 6/6   | モトローラ・ウエスタン・オープン                        | －13 (67-72-68-68=275)    | 3打差      | フランク・ノビロ                                                                 |
| 7   | 1998年 5/10  | ベルサウス・クラシック                                  | －17 (69-67-63-72=271)    | 1打差      | ジェイ・ドン・ブレイク                                                           |
| 8   | 1999年 2/14  | ビュイック・インビテーショナル                          | －22 (68-71-62-65=266)    | 2打差      | ビリー・レイ・ブラウン                                                           |
| 9   | 1999年 6/6   | メモリアル・トーナメント                                | －15 (68-66-70-69=273)    | 2打差      | ビジェイ・シン                                                                   |
| 10  | 1999年 7/4   | モトローラ・ウエスタン・オープン(2)                     | －15 (68-66-68-71=273)    | 3打差      | マイク・ウェア                                                                   |
| 11  | 1999年 8/15  | PGA選手権                                               | －11 (70-67-68-72=277)    | 1打差      | セルヒオ・ガルシア                                                               |
| 12  | 1999年 8/29  | NECインビテーショナル                                   | －10 (66-71-62-71=270)    | 1打差      | フィル・ミケルソン                                                               |
| 13  | 1999年 10/24 | ナショナル・カーレンタル・ゴルフクラシック・ディズニー  | －17 (66-66-66-73=271)    | 1打差      | アーニー・エルス                                                                 |
| 14  | 1999年 10/31 | ザ・ツアーチャンピオンシップ                            | －15 (67-66-67-69=269)    | 4打差      | デービス・ラブ3世                                                                |
| 15  | 1999年 11/11 | アメリカン・エキスプレス選手権                          | －6 (71-69-70-68=278)     | プレーオフ | ミゲル・アンヘル・ヒメネス                                                       |
| 16  | 2000年 1/9   | メルセデス・チャンピオンシップ(2)                       | －16 (71-66-71-68=276)    | プレーオフ | アーニー・エルス                                                                 |
| 17  | 2000年 2/7   | AT&Tペブルビーチナショナルプロアマ                      | －15 (68-73-68-64=273)    | 2打差      | マット・ゴーゲル, ビジェイ・シン                                                 |
| 18  | 2000年 3/19  | ベイヒル・インビテーショナル                            | －18 (69-64-67-70=270)    | 4打差      | デービス・ラブ3世                                                                |
| 19  | 2000年 5/29  | メモリアル・トーナメント(2)                             | －19 (71-63-65-70=269)    | 5打差      | アーニー・エルス, ジャスティン・レナード                                         |
| 20  | 2000年 6/18  | 全米オープン                                            | －12 (65-69-71-67=272)    | 15打差     | アーニー・エルス, ミゲル・アンヘル・ヒメネス                                     |
| 21  | 2000年 7/23  | 全英オープン                                            | －19 (67-66-67-69=269)    | 8打差      | トーマス・ビヨン, アーニー・エルス                                               |
| 22  | 2000年 8/20  | PGA選手権 (2)                                           | －18 (66-67-70-67=270)    | プレーオフ | ボブ・メイ                                                                       |
| 23  | 2000年 8/27  | NECインビテーショナル(2)                                | －21 (64-61-67-67=259)    | 11打差     | ジャスティン・レナード, フィリップ・プライス                                     |
| 24  | 2000年 9/10  | ベル・カナディアン・オープン                            | －22 (72-65-64-65=266)    | 1打差      | グラント・ウェイト                                                               |
| 25  | 2001年 3/18  | ベイヒル・インビテーショナル(2)                         | －15 (71-67-66-69=273)    | 1打差      | フィル・ミケルソン                                                               |
| 26  | 2001年 3/25  | ザ・プレーヤーズ・チャンピオンシップ                    | －14 (72-69-66-67=274)    | 1打差      | ビジェイ・シン                                                                   |
| 27  | 2001年 4/8   | マスターズ・トーナメント (2)                            | －16 (70-66-68-68=272)    | 2打差      | デビッド・デュバル                                                               |
| 28  | 2001年 6/3   | メモリアル・トーナメント(3)                             | －17 (68-69-68-66=271)    | 7打差      | ポール・エイジンガー, セルヒオ・ガルシア                                         |
| 29  | 2001年 8/26  | NECインビテーショナル(3)                                | －12 (66-67-66-69=268)    | プレーオフ | ジム・フューリク                                                                 |
| 30  | 2002年 3/17  | ベイヒル・インビテーショナル(3)                         | －13 (67-65-74-69=275)    | 4打差      | マイケル・キャンベル                                                             |
| 31  | 2002年 4/14  | マスターズ・トーナメント (3)                            | －12 (70-69-66-71=276)    | 3打差      | レティーフ・グーセン                                                             |
| 32  | 2002年 6/16  | 全米オープン (2)                                        | －3 (67-68-70-72=277)     | 3打差      | フィル・ミケルソン                                                               |
| 33  | 2002年 8/11  | ビュイック・オープン                                    | －17 (67-63-71-70=271)    | 4打差      | フレッド・ファンク, ブライアン・ゲイ, マーク・オメーラ, エステバン・トレド       |
| 34  | 2002年 9/22  | アメリカン・エキスプレス選手権 (2)                      | －25 (65-65-67-66=263)    | 1打差      | レティーフ・グーセン                                                             |
| 35  | 2003年 2/16  | ビュイック・インビテーショナル(2)                       | －16 (70-66-68-68=272)    | 4打差      | カール・ピーターソン                                                             |
| 36  | 2003年 3/2   | アクセンチュア・マッチプレー選手権                      | 2 & 1                     | 2 & 1      | デビッド・トムズ                                                                 |
| 37  | 2003年 3/23  | ベイヒル・インビテーショナル(4)                         | －19 (70-65-66-68=269)    | 11打差     | スチュワート・シンク, ブラッド・ファクソン, ケニー・ペリー, カーク・トリプレット |
| 38  | 2003年 6/6   | ウエスタン・オープン100回大会(3)                        | －21 (63-70-65-69=267)    | 5打差      | リッチ・ビーム                                                                   |
| 39  | 2003年 10/5  | アメリカン・エキスプレス選手権(3)                       | －6 (67-66-69-72=274)     | 2打差      | スチュアート・アップルビー, ティム・ヘロン, ビジェイ・シン                       |
| 40  | 2004年 2/29  | アクセンチュア・マッチプレー選手権 (2)                  | 3 & 2                     | 3 & 2      | デービス・ラブ3世                                                                |
| 41  | 2005年 1/23  | ビュイック・インビテーショナル(3)                       | －16 (69-63-72-68=272)    | 3打差      | ルーク・ドナルド, チャールズ・ハウエル3世, トム・レーマン                        |
| 42  | 2005年 3/6   | フォード・チャンピオンシップ・アット・ドラール          | －24 (65-70-63-66=264)    | 1打差      | フィル・ミケルソン                                                               |
| 43  | 2005年 4/10  | マスターズ・トーナメント (4)                            | －12 (74-66-65-71=276)    | プレーオフ | クリス・ディマルコ                                                               |
| 44  | 2005年 7/17  | 全英オープン (2)                                        | －14 (66-67-71-70=274)    | 5打差      | コリン・モンゴメリー                                                             |
| 45  | 2005年 8/21  | NECインビテーショナル(4)                                | －6 (66-70-67-71=274)     | 1打差      | クリス・ディマルコ                                                               |
| 46  | 2005年 10/9  | アメリカン・エキスプレス選手権 (4)                      | －10 (67-68-68-67=270)    | プレーオフ | ジョン・デーリー                                                                 |
| 47  | 2006年 1/29  | ビュイック・インビテーショナル(4)                       | －10 (71-68-67-72=278)    | プレーオフ | ネイサン・グリーン, ホセ・マリア・オラサバル                                     |
| 48  | 2006年 3/5   | フォード・チャンピオンシップ・アット・ドラール(2)       | －20 (64-67-68-69=268)    | 1打差      | デビッド・トムズ, カミロ・ビジェガス                                             |
| 49  | 2006年 7/23  | 全英オープン (3)                                        | －18 (67-65-71-67=270)    | 2打差      | クリス・ディマルコ                                                               |
| 50  | 2006年 8/6   | ビュイック・オープン(2)                                 | －24 (66-66-66-66=264)    | 3打差      | ジム・フューリク                                                                 |
| 51  | 2006年 8/20  | PGA選手権 (3)                                           | －18 (69-68-65-68=270)    | 5打差      | ショーン・ミキール                                                               |
| 52  | 2006年 8/27  | ブリヂストン招待選手権(5)                               | －10 (67-64-71-68=270)    | プレーオフ | スチュワート・シンク                                                             |
| 53  | 2006年 9/4   | ドイツ銀行選手権                                        | －20 (66-72-67-63=268)    | 2打差      | ビジェイ・シン                                                                   |
| 54  | 2006年 10/1  | アメリカン・エキスプレス選手権 (5)                      | －23 (63-64-67-67=261)    | 8打差      | イアン・ポールター, アダム・スコット                                             |
| 55  | 2007年 1/28  | ビュイック・インビテーショナル(5)                       | －15 (66-72-69-66=273)    | 2打差      | チャールズ・ハウエル3世                                                          |
| 56  | 2007年 3/25  | CA選手権(6)                                             | －10 (71-66-68-73=278)    | 2打差      | ブレット・ウェットリッチ                                                         |
| 57  | 2007年 5/6   | ワコビア選手権                                          | －13 (70-68-68-69=275)    | 2打差      | スティーブ・ストリッカー                                                         |
| 58  | 2007年 8/5   | ブリヂストン招待選手権(6)                               | －8 (68-70-69-65=272)     | 8打差      | ジャスティン・ローズ, ロリー・サバティーニ                                       |
| 59  | 2007年 8/12  | PGA選手権 (4)                                           | －8 (71-63-69-69=272)     | 2打差      | ウッディ・オースティン                                                           |
| 60  | 2007年 9/9   | BMW選手権(4)                                            | －22 (67-67-65-63=262)    | 2打差      | アーロン・バデリー                                                               |
| 61  | 2007年 9/16  | ザ・ツアーチャンピオンシップ(2)                         | －23 (64-63-64-66=257)    | 8打差      | マーク・カルカベッキア, ザック・ジョンソン                                       |
| 62  | 2008年 1/27  | ビュイック・インビテーショナル(6)                       | －19 (67-65-66-71=269)    | 8打差      | 今田竜二                                                                         |
| 63  | 2008年 2/24  | アクセンチュア・マッチプレー選手権 (3)                  | 8 & 7                     | 8 & 7      | スチュワート・シンク                                                             |
| 64  | 2008年 3/16  | アーノルド・パーマー・インビテーショナル(5)             | －10 (70-68-66-66=270)    | 1打差      | バート・ブライアント                                                             |
| 65  | 2008年 6/16  | 全米オープン (3)                                        | －1 (72-68-70-73=283)     | プレーオフ | ロッコ・ミーディエート                                                           |
| 66  | 2009年 3/29  | アーノルド・パーマー・インビテーショナル(6)             | －5 (68-69-71-67=275)     | 1打差      | ショーン・オヘア                                                                 |
| 67  | 2009年 6/7   | メモリアル・トーナメント(4)                             | －12 (69-74-68-65=276)    | 1打差      | ジム・フューリク                                                                 |
| 68  | 2009年 7/5   | AT&Tナショナル                                          | －13 (64-66-70-67=267)    | 1打差      | ハンター・メイハン                                                               |
| 69  | 2009年 8/2   | ビュイック・オープン(3)                                 | －20 (71-63-65-69=268)    | 3打差      | グレッグ・チャーマーズ, ジョン・センデン ローランド・サッチャー                  |
| 70  | 2009年 8/9   | ブリヂストン招待選手権(7)                               | －12 (68-70-65-65=268)    | 4打差      | ロバート・アレンビー, パドレイグ・ハリントン                                     |
| 71  | 2009年 9/13  | BMW選手権(5)                                            | －19 (68-67-62-68=265)    | 8打差      | ジム・フューリク, マーク・リーシュマン                                           |
| 72  | 2012年 3/25  | アーノルド・パーマー・インビテーショナル(7)             | －13 (69-65-71-70=275)    | 5打差      | グレーム・マクドウェル                                                           |
| 73  | 2012年 6/3   | メモリアル・トーナメント(5)                             | －9 (70-69-73-67=279)     | 2打差      | アンドレス・ロメロ, ロリー・サバティーニ                                         |
| 74  | 2012年 7/1   | AT&Tナショナル(2)                                       | －8 (72-68-67-69=276)     | 2打差      | ボー・バン・ペルト                                                               |
| 75  | 2013年 1/28  | ファーマーズ・インシュランス・オープン(7)               | －14 (68-65-69-72=274)    | 4打差      | ブラント・スネデカー, ジョッシュ・ティーター                                     |
| 76  | 2013年 3/10  | キャデラック選手権 (7)                                  | －19 (66-65-67-71=269)    | 2打差      | スティーブ・ストリッカー                                                         |
| 77  | 2013年 3/25  | アーノルド・パーマー・インビテーショナル(8)             | －13 (69-70-66-70=275)    | 2打差      | ジャスティン・ローズ                                                             |
| 78  | 2013年 5/12  | ザ・プレーヤーズ・チャンピオンシップ(2)                 | －13 (67-67-71-70=275)    | 2打差      | ダビド・リングメルト, ジェフ・マガート ケビン・ストリールマン                    |
| 79  | 2013年 8/4   | ブリヂストン招待選手権 (8)                              | －15 (66-61-68-70=265)    | 7打差      | キーガン・ブラッドリー, ヘンリク・ステンソン                                     |
| 80  | 2018年 9/23  | ザ・ツアーチャンピオンシップ (3)                        | －11 (65-68-65-71=269)    | 2打差      | ビリー・ホーシェル                                                               |
| 81  | 2019年 4/14  | マスターズ・トーナメント (5)                            | －13 (70-68-67-70=275)    | 1打差      | ダスティン・ジョンソン, ブルックス・ケプカ ザンダー・ショーフェル                |
| 82  | 2019年 10/28 | ゾゾ・チャンピオンシップ 1                              | －19 (64-64-66-67=261)    | 3打差      | 松山英樹                                                                         |

1 日本ゴルフツアー機構との共催

#### PGAツアーのプレーオフ記録 (11-1)
| No. | 年   | 大会                           | 相手                                         | 結果                                                                              |
| --- | ---- | ------------------------------ | -------------------------------------------- | --------------------------------------------------------------------------------- |
| 1   | 1996 | ラスベガス・インビテーショナル | デービス・ラブ3世                            | 延長1ホール目、パーで勝利                                                         |
| 2   | 1997 | メルセデス・チャンピオンシップ | トム・レーマン                               | 延長1ホール目、バーディで勝利                                                     |
| 3   | 1998 | ニッサン・オープン             | ビリー・メイフェア                           | 延長1ホール目、相手のバーディに敗北                                               |
| 4   | 1999 | アメリカン・エキスプレス選手権 | ミゲル・アンヘル・ヒメネス                   | 延長1ホール目、バーディで勝利                                                     |
| 5   | 2000 | メルセデス・チャンピオンシップ | アーニー・エルス                             | 延長2ホール目、バーディで勝利                                                     |
| 6   | 2000 | PGA選手権                      | ボブ・メイ                                   | 3ホールのプレーオフで勝利。ウッズ12(3-4-5)、メイ13(4-4-5)                         |
| 7   | 2001 | NECインビテーショナル          | ジム・フューリク                             | 延長7ホール目、バーディで勝利                                                     |
| 8   | 2005 | マスターズ・トーナメント       | クリス・ディマルコ                           | 延長1ホール目、バーディで勝利                                                     |
| 9   | 2005 | アメリカン・エキスプレス選手権 | ジョン・デーリー                             | 延長2ホール目、パーで勝利                                                         |
| 10  | 2006 | ビュイック・インビテーショナル | ホセ・マリア・オラサバル, ネイサン・グリーン | 延長2ホール目、パーで勝利 グリーンは1ホール目のパーで脱落                         |
| 11  | 2006 | ブリヂストン招待選手権         | スチュワート・シンク                         | 延長4ホール目、バーディで勝利                                                     |
| 12  | 2008 | 全米オープン                   | ロッコ・ミーディエイト                       | 18ホールでのプレーオフ（ウッズ71、ミーディエイト71）後の延長1ホール目にパーで勝利 |

### 欧州ツアー優勝 (41)
| 勝数                  |
| メジャー選手権 (15)   |
| 世界ゴルフ選手権 (18) |
| ツアー (8)            |

| No. | 年月日       | 大会                                   | 優勝スコア             | 打差       | 準優勝                                                            |
| --- | ------------ | -------------------------------------- | ---------------------- | ---------- | ----------------------------------------------------------------- |
| 1   | 1997年 4/13  | マスターズ・トーナメント               | －18 (70-66-65-69=270) | 12打差     | トム・カイト                                                      |
| 2   | 1998年 1/25  | ジョニー・ウォーカー・クラシック       | －9 (72-71-71-65=279)  | プレーオフ | アーニー・エルス                                                  |
| 3   | 1999年 5/24  | ドイツ銀行SAPオープン欧州TPC           | －15 (69-68-68-68=273) | 3打差      | レティーフ・グーセン                                              |
| 4   | 1999年 8/15  | PGA選手権                              | －11 (70-67-68-72=277) | 1打差      | セルヒオ・ガルシア                                                |
| 5   | 1999年 8/29  | NECインビテーショナル                  | －10 (66-71-62-71=270) | 1打差      | フィル・ミケルソン                                                |
| 6   | 1999年 11/11 | アメリカン・エキスプレス選手権         | －6 (71-69-70-68=278)  | プレーオフ | ミゲル・アンヘル・ヒメネス                                        |
| 7   | 2000年 6/18  | 全米オープン                           | －12 (65-69-71-67=272) | 15打差     | アーニー・エルス, ミゲル・アンヘル・ヒメネス                      |
| 8   | 2000年 7/23  | 全英オープン                           | －19 (67-66-67-69=269) | 8打差      | トーマス・ビヨン, アーニー・エルス                                |
| 9   | 2000年 8/20  | PGA選手権 (2)                          | －18 (66-67-70-67=270) | プレーオフ | ボブ・メイ                                                        |
| 10  | 2000年 8/27  | NECインビテーショナル(2)               | －21 (64-61-67-67=259) | 11打差     | ジャスティン・レナード, フィリップ・プライス                      |
| 11  | 2000年 11/19 | ジョニー・ウォーカー・クラシック(2)    | －25 (68-65-65-65=263) | 3打差      | ジェフ・オギルビー                                                |
| 12  | 2001年 4/8   | マスターズ・トーナメント (2)           | －16 (70-66-68-68=272) | 2打差      | デビッド・デュバル                                                |
| 13  | 2001年 5/20  | ドイツ銀行SAPオープン欧州TPC(2)        | －22 (69-68-63-66=266) | 4打差      | マイケル・キャンベル                                              |
| 14  | 2001年 8/26  | NECインビテーショナル(3)               | －12 (66-67-66-69=268) | プレーオフ | ジム・フューリク                                                  |
| 15  | 2002年 4/14  | マスターズ・トーナメント (3)           | －12 (70-69-66-71=276) | 3打差      | レティーフ・グーセン                                              |
| 16  | 2002年 5/19  | ドイツ銀行SAPオープン欧州TPC(3)        | －20 (69-67-64-68=268) | プレーオフ | コリン・モンゴメリー                                              |
| 17  | 2002年 6/16  | 全米オープン (2)                       | －3 (67-68-70-72=277)  | 3打差      | フィル・ミケルソン                                                |
| 18  | 2002年 9/22  | アメリカン・エキスプレス選手権 (2)     | －25 (65-65-67-66=263) | 1打差      | レティーフ・グーセン                                              |
| 19  | 2003年 3/2   | アクセンチュア・マッチプレー選手権     | see above)             | N/A        | デビッド・トムズ                                                  |
| 20  | 2003年 10/5  | アメリカン・エキスプレス選手権(3)      | －6 (67-66-69-72=274)  | 2打差      | スチュアート・アップルビー, ティム・ヘロン, ビジェイ・シン        |
| 21  | 2004年 2/29  | アクセンチュア・マッチプレー選手権 (2) | see above)             | N/A        | デービス・ラブ3世                                                 |
| 22  | 2005年 4/10  | マスターズ・トーナメント (4)           | －12 (74-66-65-71=276) | プレーオフ | クリス・ディマルコ                                                |
| 23  | 2005年 7/17  | 全英オープン (2)                       | －14 (66-67-71-70=274) | 5打差      | コリン・モンゴメリー                                              |
| 24  | 2005年 8/2   | NECインビテーショナル(4)               | －6 (66-70-67-71=274)  | 1打差      | クリス・ディマルコ                                                |
| 25  | 2005年 10/9  | アメリカン・エキスプレス選手権 (4)     | －10 (67-68-68-67=270) | プレーオフ | ジョン・デーリー                                                  |
| 26  | 2006年 2/5   | ドバイ・デザート・クラシック           | －19 (67-66-67-69=269) | プレーオフ | アーニー・エルス                                                  |
| 27  | 2006年 7/23  | 全英オープン (3)                       | －18 (67-65-71-67=270) | 2打差      | クリス・ディマルコ                                                |
| 28  | 2006年 8/20  | PGA選手権 (3)                          | －18 (69-68-65-68=270) | 5打差      | ショーン・ミキール                                                |
| 29  | 2006年 8/27  | ブリヂストン招待選手権(5)              | －10 (67-64-71-68=270) | プレーオフ | スチュワート・シンク                                              |
| 30  | 2006年 10/1  | アメリカン・エキスプレス選手権 (5)     | －23 (63-64-67-67=261) | 8打差      | イアン・ポールター, アダム・スコット                              |
| 31  | 2007年 3/25  | CA選手権(6)                            | －10 (71-66-68-73=278) | 2打差      | ブレット・ウェットリッチ                                          |
| 32  | 2007年 8/5   | ブリヂストン招待選手権(6)              | －8 (68-70-69-65=272)  | 8打差      | ジャスティン・ローズ, ロリー・サバティーニ                        |
| 33  | 2007年 8/12  | PGA選手権 (4)                          | －8 (71-63-69-69=272)  | 2打差      | ウッディ・オースティン                                            |
| 34  | 2008年 2/3   | ドバイ・デザート・クラシック(2)        | －14 (65-71-73-65=274) | 1打差      | マルティン・カイマー                                              |
| 35  | 2008年 2/24  | アクセンチュア・マッチプレー選手権 (3) | see above)             | N/A        | スチュワート・シンク                                              |
| 36  | 2008年 6/16  | 全米オープン(3)                        | －1 (72-68-70-73=283)  | プレーオフ | ロッコ・ミーディエート                                            |
| 37  | 2009年 8/9   | ブリヂストン招待選手権(7)              | －12 (68-70-65-65=268) | 4打差      | ロバート・アレンビー, パドレイグ・ハリントン                      |
| 38  | 2009年 11/15 | JBWereマズターズ                       | －14 (66-68-72-68=274) | 2打差      | グレッグ・チャーマーズ                                            |
| 39  | 2013年 3/10  | キャデラック選手権 (7)                 | －19 (66-65-67-71=269) | 2打差      | スティーブ・ストリッカー                                          |
| 40  | 2013年 8/4   | ブリヂストン招待選手権(8)              | －15 (66-61-68-70=265) | 7打差      | キーガン・ブラッドリー, ヘンリク・ステンソン                      |
| 41  | 2019年 4/14  | マスターズ・トーナメント (5)           | －13 (70-68-67-70=275) | 1打差      | ダスティン・ジョンソン, ブルックス・ケプカ ザンダー・ショーフェル |

#### 欧州ツアーのプレーオフ記録 (10-0)
| No. | 年   | 大会                             | 相手                       | 結果                                                                              |
| --- | ---- | -------------------------------- | -------------------------- | --------------------------------------------------------------------------------- |
| 1   | 1998 | ジョニー・ウォーカー・クラシック | アーニー・エルス           | 延長2ホール目、バーディで勝利                                                     |
| 2   | 1999 | アメリカン・エキスプレス選手権   | ミゲル・アンヘル・ヒメネス | 延長1ホール目、バーディで勝利                                                     |
| 3   | 2000 | PGA選手権                        | ボブ・メイ                 | 3ホールのプレーオフで勝利。ウッズ12(3-4-5)、メイ13(4-4-5)                         |
| 4   | 2001 | NECインビテーショナル            | ジム・フューリク           | 延長7ホール目、バーディで勝利                                                     |
| 5   | 2002 | ドイツ銀行SAPオープン欧州TPC     | コリン・モンゴメリー       | 延長3ホール目、パーで勝利                                                         |
| 6   | 2005 | マスターズ・トーナメント         | クリス・ディマルコ         | 延長1ホール目、バーディで勝利                                                     |
| 7   | 2005 | アメリカン・エキスプレス選手権   | ジョン・デーリー           | 延長2ホール目、パーで勝利                                                         |
| 8   | 2006 | ドバイ・デザート・クラシック     | アーニー・エルス           | 延長1ホール目、パーで勝利                                                         |
| 9   | 2006 | ブリヂストン招待選手権           | スチュワート・シンク       | 延長4ホール目、バーディで勝利                                                     |
| 10  | 2008 | 全米オープン                     | ロッコ・ミーディエート     | 18ホールでのプレーオフ（ウッズ71、ミーディエイト71）後の延長1ホール目にパーで勝利 |

注：この表は欧州ツアー公式の勝利数である。ウッズの世界規模トーナメントでのプレーオフ記録は15-2で、これには2006年ダンロップフェニックストーナメントでパドレイグ・ハリントンに負けたものが含まれる。

### 日本ゴルフツアー優勝 (3)
| No. | 年月日      | 大会                                  | スコア                 | 打差       | 準優勝   |
| --- | ----------- | ------------------------------------- | ---------------------- | ---------- | -------- |
| 1   | 2004年11/21 | ダンロップフェニックストーナメント    | －16 (65-67-65-67=264) | 8打差      | 川岸良兼 |
| 2   | 2005年11/20 | ダンロップフェニックストーナメント(2) | －8 (65-67-68-72=272)  | プレーオフ | 横尾要   |
| 3   | 2019年10/28 | ゾゾ・チャンピオンシップ 1            | －19 (64-64-66-67=261) | 3打差      | 松山英樹 |

1米国PGAツアーと共催。

### アジアツアー優勝 (1)
| No. | 年月日    | 大会                     | スコア                 | 打差   | 準優勝     |
| --- | --------- | ------------------------ | ---------------------- | ------ | ---------- |
| 1   | 1997年2/9 | アジアンホンダクラシック | －20 (70-64-66-68=268) | 10打差 | J・K・モー |

### PGAオーストラリアツアー優勝 (1)
| No. | 年月日      | 大会              | スコア                 | 打差  | 準優勝                 |
| --- | ----------- | ----------------- | ---------------------- | ----- | ---------------------- |
| 1   | 2009年11/15 | JBWereマスターズ1 | －14 (66-68-72-68=274) | 2打差 | グレッグ・チャーマーズ |

1 ヨーロピアンツアーとの共催。

### その他プロでの優勝(16)
| No. | 年   | 大会                                                        | スコア     | 打差       | 準優勝                                                         |
| --- | ---- | ----------------------------------------------------------- | ---------- | ---------- | -------------------------------------------------------------- |
| 1   | 1998 | PGAグランドスラム・オブ・ゴルフ                             |            | 2up        | ビジェイ・シン                                                 |
| 2   | 1999 | ワールドカップ (ゴルフ)個人優勝                             | －21 (263) | 9打差      | フランク・ノビロ                                               |
| 3   | 1999 | ワールドカップ (マーク・オメーラとのアメリカ代表チームで)   | －23 (545) | 5打差      | スペイン － サンティアゴ・ルナ と ミゲル・アンヘル・マーティン |
| 4   | 1999 | PGAグランドスラム・オブ・ゴルフ                             |            | 3 & 2      | デービス・ラブ3世                                              |
| 5   | 2000 | ワールドカップ (デビッド・デュバルとのアメリカ代表チームで) | －34 (254) | 3打差      | アルゼンチン －エドアルド・ロメロと アンヘル・カブレラ         |
| 6   | 2000 | PGAグランドスラム・オブ・ゴルフ                             | －5 (139)  | プレーオフ | ビジェイ・シン                                                 |
| 7   | 2001 | PGAグランドスラム・オブ・ゴルフ                             | －12 (132) | 3打差      | デビッド・トムズ                                               |
| 8   | 2001 | ウィリアムズ・ワールドチャレンジ                            | －15 (273) | 3打差      | ビジェイ・シン                                                 |
| 9   | 2002 | PGAグランドスラム・オブ・ゴルフ                             | －17 (127) | 14打差     | ジャスティン・レナード, デービス・ラブ3世                      |
| 10  | 2004 | ターゲット・ワールドチャレンジ                              | －16 (268) | 2打差      | パドレイグ・ハリントン                                         |
| 11  | 2005 | PGAグランドスラム・オブ・ゴルフ                             | －13 (131) | 7打差      | フィル・ミケルソン                                             |
| 12  | 2006 | PGAグランドスラム・オブ・ゴルフ                             | －8 (136)  | 2打差      | ジム・フューリク                                               |
| 13  | 2006 | ターゲット・ワールドチャレンジ                              | －16 (272) | 4打差      | ジェフ・オギルビー                                             |
| 14  | 2007 | ターゲット・ワールドチャレンジ                              | －22 (266) | 7打差      | ザック・ジョンソン                                             |
| 15  | 2009 | ノタ・ビゲイ3世財団チャレンジ                               | $230,000   | $30,000    | カミロ・ビジェガス                                             |
| 16  | 2011 | シェブロン・ワールドチャレンジ                              | －10 (278) | 1打差      | ザック・ジョンソン                                             |

## アマチュアでの優勝(22)
- 1984 (1) 世界ジュニアゴルフ選手権 （少年10歳以下）
- 1985 (1) 世界ジュニアゴルフ選手権 （少年10歳以下）
- 1988 (1) 世界ジュニアゴルフ選手権 （少年11-12歳）
- 1989 (1) 世界ジュニアゴルフ選手権 （少年13-14歳）
- 1990 (2) 世界ジュニアゴルフ選手権 （少年13-14歳）,インシュランス・ユース・ゴルフ・クラシック
- 1991 (3) 米国ジュニア・アマチュア, 世界ジュニアゴルフ選手権 （少年15-17歳）, オレンジボウル国際ジュニア
- 1992 (2) 米国ジュニア・アマチュア, インシュランス・ユース・ゴルフ・クラシック
- 1993 (1) 米国ジュニア・アマチュア
- 1994 (4) 全米アマチュアゴルフ選手権, 米国ジュニア・アマチュア, ウエスタン・アマチュア, パシフィック・ノースウエスト・アマチュア
- 1995 (2) 全米アマチュアゴルフ選手権, 全米大学ゴルフクラシック
- 1996 (4) 全米アマチュアゴルフ選手権, NCAAディビジョンI選手権, NCAA西部地区, Pac-10選手権

### アマチュアでのメジャー優勝(3)
| Year | Championship               | Winning score | Runner-up            |
| ---- | -------------------------- | ------------- | -------------------- |
| 1994 | 全米アマチュアゴルフ選手権 | 2 up          | トリップ・クーン     |
| 1995 | 全米アマチュアゴルフ選手権 | 2 up          | バディ・マルッチ     |
| 1996 | 全米アマチュアゴルフ選手権 | 38ホール      | スティーブ・スコット |

### 年度別戦績
| Tournament                 | 1991 | 1992 | 1993 | 1994 | 1995 | 1996 |
| -------------------------- | ---- | ---- | ---- | ---- | ---- | ---- |
| 全米アマチュアゴルフ選手権 | DNQ  | R32  | R32  | 1    | 1    | 1 M  |

M = メダリスト

DNQ = マッチプレーに参加資格なし

R32 = マッチプレーで負けたラウンド

緑は優勝

## 世界1位君臨期間
ウッズは281週連続第1位という連続最多記録、および通算でも683週第1位という最多記録を持っている。-1997年以来、公式ワールドゴルフランキングの頂点で12年以上を過ごしており、2000年、2001年、2002年、2003年、2006年、2007年、2008年、2009年、と8度にわたって年間52週ずっと1位であり続けた。彼は861週にわたってトップ10にランクされ続けた。
このリストは、2014年5月18日時点で完全である。
| 始まり        | 終わり         | 週  | およその期間 | 次の1位              |
| ------------- | -------------- | --- | ------------ | -------------------- |
| 1997年6月15日 | 1997年6月21日  | 1   | 7日          | アーニー・エルス     |
| 1997年7月6日  | 1997年9月6日   | 9   | 2カ月        | グレグ・ノーマン     |
| 1998年1月11日 | 1998年4月11日  | 13  | 3カ月        | アーニー・エルス     |
| 1998年5月10日 | 1998年5月16日  | 1   | 7日          | アーニー・エルス     |
| 1998年6月14日 | 1999年3月27日  | 41  | 9カ月13日    | デビッド・デュバル   |
| 1999年7月4日  | 1999年8月7日   | 5   | 1カ月3日     | デビッド・デュバル   |
| 1999年8月15日 | 2004年9月4日   | 264 | 5年と20日    | ビジェイ・シン       |
| 2005年3月6日  | 2005年3月19日  | 2   | 14日         | ビジェイ・シン       |
| 2005年4月10日 | 2005年5月21日  | 6   | 1カ月11日    | ビジェイ・シン       |
| 2005年6月12日 | 2010年10月30日 | 281 | 5年と4.5カ月 | リー・ウエストウッド |
| 2013年3月25日 | 2014年5月17日  | 60  | 1年2カ月     | アダム・スコット     |

## アメリカ合衆国代表チームに参加
アマチュア時代
- アイゼンハワートロフィー:1994年（優勝チーム）
- ウォーカーカップ:1995年

プロ転向後
- ライダーカップ:1997年,1999年（勝利チーム）,2002年,2004年,2006年, 2010年,2012年,2018年
- アルフレッド・ダンヒル・カップ: 1998年
- プレジデンツカップ: 1998年, 2000年（勝利チーム）, 2003年 (引き分け), 2005年（勝利チーム）, 2007年（勝利チーム）, 2009年（勝利チーム）, 2011年（勝利チーム）, 2013年（勝利チーム）, 2019年 (キャプテン) 
  - プレジデンツカップ戦績(勝-負-分): 24-15-1
- ワールドカップ: 1999年 （優勝チーム,個人優勝）, 2000年 （優勝チーム）, 2001年

| 1997 | 1999 | 2002 | 2004 | 2006 | 2008 | 2010 | 2012 | 2014 | 2016 | 2018 | Total |
| ---- | ---- | ---- | ---- | ---- | ---- | ---- | ---- | ---- | ---- | ---- | ----- |
| 1.5  | 2    | 2.5  | 2    | 3    | -    | 3    | 0.5  | -    | -    | 0    | 14.5  |

## 受賞歴
| 1990 - 1位チーム - ロレックス全米ジュニア - 南カリフォルニア年間最優秀選手 1991 - 1位チーム - ロレックス全米ジュニア (2) - 全米ジュニアゴルフ協会年間最優秀選手 - 米『ゴルフダイジェスト』誌のアマチュア年間最優秀選手 - 米『ゴルフウィーク』誌のアマチュア年間最優秀選手 - 南カリフォルニア年間最優秀選手 (2) 1992 - 1位チーム - ロレックス全米ジュニア (3) - 全米ジュニアゴルフ協会年間最優秀選手 (2) - 米『ゴルフダイジェスト』誌のアマチュア年間最優秀選手 (2) - 米『ゴルフウィーク』誌のアマチュア年間最優秀選手 (2) - 南カリフォルニア年間最優秀選手 (3) - 米『ゴルフワールド』誌の年間最優秀選手 1993 - 1位チーム - ロレックス全米ジュニア (4) - 南カリフォルニア年間最優秀選手 (4) - 米『ゴルフワールド』誌の年間最優秀選手 (2) 1994 - 米『ゴルフワールド』誌の年間最優秀男性選手 - ロサンゼルス・タイムズ紙の年間最優秀選手 - オレンジ郡 (カリフォルニア州)の年間最優秀選手 1995 - Pac-10の年間最優秀選手 - NCAA全米1位チーム - 米『ゴルフウィーク』誌の1995-96全米プレシーズン1位チーム - スタンフォード大学の年間最優秀新人選手 1996 - PGAツアーの年間最優秀新人選手 - 『スポーツ・イラストレイテッド』誌の「今年のスポーツ選手」 - スタンフォード大学の年間最優秀大学選手 - ハスキンズ賞 1997 - PGAツアー年間最優秀選手（ジャックニクラウス・トロフィー) - PGAプレイヤー・オブ・ザ・イヤー - PGAツアー賞金王（アーノルドパーマー・トロフィー） - ABCの放映番組『ワイド・ワールド・オブ・スポーツ』の年間最優秀アスリート - 『Golf Writers Association of America』の選ぶ年間最優秀選手 - AP通信の選ぶ年間最優秀男性アスリート 1998 - マーク・H・マコーマック賞 - ESPN主催の97年度最優秀男子選手に贈るESPY賞 1999 - PGAツアー年間最優秀選手 (2) - PGAプレイヤー・オブ・ザ・イヤー (2) - PGAツアー賞金王 (2) - バードントロフィー - バイロン・ネルソン賞 - マーク・H・マコーマック賞 (2) - 『Golf Writers Association of America』の選ぶ年間最優秀選手 (2) - WGC大会でのベストパフォーマンスに贈るアンダーソン・コンサルティング・メダル - AP通信の選ぶ年間最優秀男性アスリート (2) 2000 - PGAツアー年間最優秀選手 (3) - PGAプレイヤー・オブ・ザ・イヤー (3) - PGAツアー賞金王 (3) - バードントロフィー (2) - バイロン・ネルソン賞 (2) - マーク・H・マコーマック賞 (3) - 1999年度ローレウス世界スポーツ賞 - 『スポーツ・イラストレイテッド』誌の「今年のスポーツ選手」 (2) - ABCの放映番組『ワイド・ワールド・オブ・スポーツ』の年間最優秀アスリート (2) - 『Golf Writers Association of America』の選ぶ年間最優秀選手 (3) - ロイヤルカナダゴルフ協会の3冠トロフィー - PGAツアーWest Coast Swingの賞金王としてPalm Performance賞 - PGAツアー秋スケジュールでの賞金王としてプライスウォーターハウスクーパース Fall Finish賞 - WGC大会でのベストパフォーマンスに贈るアンダーソン・コンサルティング・メダル (2) - AP通信の選ぶ年間最優秀男性アスリート (3) - BBCスポーツの選ぶ年間最優秀海外選手 - ESPN主催の99年度最優秀男子選手に贈るESPY賞 (2) | 2001 - PGAツアー年間最優秀選手 (4) - PGAプレイヤー・オブ・ザ・イヤー (4) - PGAツアー賞金王 (4) バードントロフィー (3) バイロン・ネルソン賞 (3) - マーク・H・マコーマック賞 (4) - 2000年度ローレウス世界スポーツ賞 (2) - ESPN主催の2000年度最優秀男子選手に贈るESPY賞 (3) - 『Golf Writers Association of America』の選ぶ年間最優秀選手 (4) 2002 - PGAツアー年間最優秀選手 (5) - PGAプレイヤー・オブ・ザ・イヤー (5) - PGAツアー賞金王 (5) - バードントロフィー (4) - バイロン・ネルソン賞 (4) - マーク・H・マコーマック賞 (5) - ESPN主催の2001年度最優秀男子選手に贈るESPY賞 (4) - 『Golf Writers Association of America』の選ぶ年間最優秀選手 (5) 2003 - PGAツアー年間最優秀選手 (6) - PGAプレイヤー・オブ・ザ・イヤー (6) - バードントロフィー (5) - バイロン・ネルソン賞 (5) - マーク・H・マコーマック賞 (6) - 『Golf Writers Association of America』の選ぶ年間最優秀選手 (6) 2004 - マーク・H・マコーマック賞 (7) 2005 - PGAツアー年間最優秀選手 (7) - PGAプレイヤー・オブ・ザ・イヤー (7) - PGAツアー賞金王 (6) - バードントロフィー (6) - バイロン・ネルソン賞 (6) - マーク・H・マコーマック賞 (8) - 『Golf Writers Association of America』の選ぶ年間最優秀選手 (7) 2006 - PGAツアー年間最優秀選手 (8) - PGAプレイヤー・オブ・ザ・イヤー (8) - PGAツアー賞金王 (7) - バイロン・ネルソン賞 (7) - マーク・H・マコーマック賞 (9) - AP通信の選ぶ年間最優秀男性アスリート (4) - 『Golf Writers Association of America』の選ぶ年間最優秀選手 (8) 2007 - PGAツアー年間最優秀選手 (9) - PGAプレイヤー・オブ・ザ・イヤー (9) - PGAツアー賞金王 (8) - バードントロフィー (7) - バイロン・ネルソン賞 (8) - マーク・H・マコーマック賞 (10) - フェデックスカップ - 『Golf Writers Association of America』の選ぶ年間最優秀選手 (9) 2008 - マーク・H・マコーマック賞 (11) 2009 - PGAツアー年間最優秀選手 (10) - PGAプレイヤー・オブ・ザ・イヤー (10) - PGAツアー賞金王 (9) - バードントロフィー (8) - バイロン・ネルソン賞 (9) - マーク・H・マコーマック賞 (12) - フェデックスカップ (2) - 『Golf Writers Association of America』の選ぶ年間最優秀選手 (10) - AP通信の選ぶ過去10年における最優秀アスリート 2010 - マーク・H・マコーマック賞 (13) 2013 - PGAツアー年間最優秀選手 (11) - PGAプレイヤー・オブ・ザ・イヤー (11) - PGAツアー賞金王 (10) - バードントロフィー (9) - マーク・H・マコーマック賞 (14) 2019 - 『Golf Writers Association of America』の選ぶベン・ホーガン賞 - 大統領自由勲章 - ティーン・チョイス・アワード |